# Mikrokozmosz
A Mikrokozmosz (Sz. 107, BB 105) Bartók Béla 6 kötetes, 153 progresszív darabot tartalmazó műve zongorára, amelyet 1926 és 1939 között készített. A progresszivitás annyit tesz, hogy a teljesen kezdőknek szóló etűdöktől kezdve egész virtuóz darabok is megtalálhatóak. Mára a zongoraoktatás szerves része lett, és Bartók leírása szerint „ez a mű azoknak a zenei és technikai problémáknak a szintézisére próbál megoldást nyújtani, amelyek az eddigi zongoraművekben nem oldódtak meg”.

## Keletkezéstörténet
Az első két kötetet fiának, Péternek ajánlotta, míg az utolsó kettő koncertdarabokat tartalmaz. 1940-es amerikai utazása – kivándorlása – előtt Bartók a következőket mondotta a Magyar Nemzetnek adott nyilatkozatában: „A Mikrokozmosz egyik darabja már az 1926-ban megjelent Kilenc kis zongoradarab tizedikjének készült, de onnan valahogyan kimaradt. Már akkor foglalkoztam azzal a gondolattal, hogy kezdeti tanítás számára egészen könnyű zongoramuzsikát írjak. Igazából csak 1932 nyarán láttam munkához; akkor kb. 40 darab készült, 1933–34-ben megint vagy 40, és az utána következő években is még vagy húsz. Míg végül száz és egynéhány volt együtt 1938-ban. De még mindig mutatkoztak hiányok. Ezeket tavaly pótoltam; így többek között az I. füzet első fele ekkor készült. Az anyag gyakorlati kipróbálására kitűnő házi alkalom kínálkozott. 1933-ban kisfiam, Péter nagyon kért, taníttassuk zongorázni. Gondoltam egy nagyot és merészet – és magam fogtam hozzá ehhez a számomra kissé szokatlan feladathoz. Ének- és technikai gyakorlatokon kívül csakis Mikrokozmosz-muzsikát kapott a gyerek; remélem, hasznára vált, de azt is bevallhatom, hogy én is sokat tanultam ebből a kísérletből…”

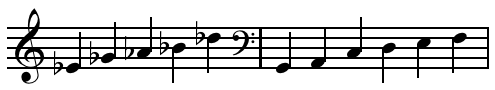
A „Csónakázás” című darab (V., 125) egyik jellegzetes példája a modern zeneszerzői technikának, melyet későbbi műveiben is alkalmaz: a pentaton skála bimodális felhasználása, ami itt jobb kézben egy esz-sorral, a másikban egy g-sorral valósul meg (ezek lehetnek mixolídok vagy dórok)

153 rövid zongoradarab keletkezésének körülményeiről és céljáról ad számot ez a nyilatkozat: Johann Sebastian Bach óta a zongorairodalom legcsodálatosabb gyakorlati kézikönyvének megalkotásáról. Az analógia nem csupán a külső vonatkozásokra – a fiát tanító apa körültekintő pedagógiai gondosságára, a hangszer virtuózának a tanulás fokozatosságát szem előtt tartó alaposságára, technika és zeneiség elválaszthatatlan egységének hirdetésére – érvényes, hanem a mű zenetörténeti jelentőségére: egy korszak zenei nyelvét megismertető, összefoglaló értékére és az egyes darabokat a zeneszerző életművéhez fűző, stílusát megvilágító kulcsfontosságára is. A gyermek, aki „ének- és technikai gyakorlatokon kívül csakis Mikrokozmosz-muzsikát kapott” tanulóévei során, nemcsak a zongorajáték manuális és muzikális követelményeivel kész megbirkózni, de anyanyelvi biztonsággal igazodik el az új zenében általában és Bartók műveiben különösen. A Mikrokozmosz darabjai nem etűdök, a zenei értelmezést tanítják és nem kézügyességet: megtanítanak elemzőn hallani és érteni olyan jelenségeket, amelyeket a klasszikus–romantikus zongoraiskolák még nem ismerhettek: az ellenpont különféle módozatai mellett példákat mutatnak a bitonalitásra, az aszimmetrikus ritmusokra, a 20. század zenéjében használatos kvart-akkordokra, hangfürtökre, egészhangú skálára, valamint a népzene dallamkincsének, ritmikájának, szerkezetének stíluselemként való felhasználására.

## Füzetek

### I. füzet
1. Hat unisono dallam
2. Kóta ponttal
3. Hangismétlés
4. Szinkópák
5. Két kézzel felváltva
6. Párhuzamos mozgás
7. Tükörkép
8. Fekvésváltozás
9. Kérdés és felelet
10. Falusi dal
11. Párhuzamos mozgás helyzetváltozással
12. Ellenmozgás
13. Négy unisono dallam
14. Imitáció és ellenpont
15. Imitáció és fordítása
16. Pastorale: Az első olyan karakterdarab, amely az eddig tanultakat (fekvésváltás nélküli legato dallamformálás, ellenpontozó kísérő szólam) meghatározott zenei tartalom kifejezésére használja fel.
17. Imitáció és fordítása
18. Hangismétlés
19. Szinkópák
20. Kánon oktávában
21. Imitáció tükörképben
22. Kánon az alsó kvintben
23. Tánc kánonformában. A tánc – természetesen – magyar népi tánc.
24. Dór hangsor
25. Lassú tánc
26. Frig hangsor
27. Korál
28. Szabad kánon

### II. füzet
1. Líd hangsor. Imitációs szólamvezetés.
2. Staccato…
3. …és legato
4. Délszlávos. Kvintváltó dudabasszus kíséret felett hangzik a kiegyensúlyozott, derűs táncdallam, amely minden helyi színezete mellett feltűnés nélkül helyet foglalhatna egy Bach-féle kis tánctételben is. A növendék itt kap ízelítőt első alkalommal a visszatéréses háromtagú formából.
5. Dallam kísérettel
6. Kíséret tört hármasokkal. A darab két részében kíséret és dallam szólamai megcserélődnek.
7. Magyaros. A darab két változatban adható elő: két zongorán vagy egy zongorán.
8. Ellenmozgás – két zongorára. Az első zongora szólamában két kereszt (fisz, gisz!), a másodikéban négy kereszt az előjegyzés. Ez azonban nem jelent politonalitást, mivel az első zongora kis ambitusú dallamanyagában cisz és disz hangok amúgy sem fordulnak elő.
9. Méditation Asz-mixolíd hangnemben
10. Növekedés – fogyás. Az augmentáció és diminúció gyakorlati példái.
11. Nagyvásár. Felső és alsó szólam azonos anyagú, ebből az anyagból azonban a darab első szakaszában és rövidített beféjezésében a basszus ostinatót, a szoprán tagolt frázisokat formál, a középrészben pedig imitációs szerkesztésű a két szólam.
12. Mixolíd hangsor. A zenei anyagot Bartók az előző darabhoz hasonló módon rendezi el a két szólam között.
13. Crescendo – diminuendo. A dinamikai fokozások – régi recept szerint – együtt járnak a dallam irányának módosulásaival. Vagyis: a felfelé törő dallam dinamikája is fokozódik, míg a csendesedő dallam szinte szükségszerűen irányul lefelé.
14. Minuetto. E miniatűr forma aprócska középrésze után a visszatérés erősen variált.
15. Ringás. A 6/8-os metrum csaknem valamennyi, két szólamban elképzelhető lehetőségét kimeríti.
16. Egyszólamúság kézváltással
17. Erdélyies. Mintegy az előbbi gyakorlat illusztrációja.
18. Kromatika. A négysoros képlet A–A³–B–A szkémája népdal szerkezetet idéz. Némileg módosított, egyszerűbb változata a Zene II. tételét indító szakasznak.
19. Triolák lid hangsorban. Két zongora egymásnak felelgető játéka.
20. Tercelő dallam
21. Hangsúlyok. Két, kánonban szerkesztett téma után ezek fordítása következik, szakaszonként változó hangnemben.
22. Napkeleten. Bővített kvartokból és bővített szekundokból szerkesztett dallam, imitációban vezetett két szólamban.
23. Dúr és moll. A két szólam egyidejűleg játszik a kétféle hangnemben.
24. Kánon tartott hangokkal
25. Pentaton dallam. Ostinato és többszólamúság korábban már kipróbált példája.
26. Párhuzamos mozgás kis hatodhangközökben
27. Zsongás. Bár a két szólam mozgástere alig haladja meg a váltóhang távolságot, e darab előadása mégis felettébb nehéz, mivel ritmikája olykor a két kéz teljes függetlenségét követeli meg, a szabályos mozgás pedig váratlan helyeken lép ki megszokott medréből.
28. Vonal és pont. A többszólamú játék igényes tanulmánya. Két darabot foglal magába.
29. Párbeszéd. A mindvégig párhuzamos kvinteket játszó kísérethez énekszólam is tartozik, amelynek gyakorlása (a zongoraszólammal egyidejűleg) már a modern szolfézsoktatás sokoldalú képzési körébe utalja ezt a darabot.
30. Dallam elosztva. Dallam és kvinteket tercekkel váltó, akkordikus kíséret váltakozik a két kéz szólamában.

### III. füzet
1. Tercekhez egy harmadik szólam
2. Magyar tánc alternatív egy-, illetve kétzongorás előadásra
3. Akkordtanulmány. Az akkordok: hármashangzat mixtúrák, az egyszólamú dallam: népdalutánérzés. A darab két szimmetrikus szakaszában a két kéz felváltva szólaltatja meg e kétféle anyagot.
4. Dallamhoz kettősfogások. Bitonális darab, amelynek mindkét szólama a basszus regiszterében játszik.
5. Tercek
6. Sárkánytánc. Négyszólamú letét, két-két orgonapont rögzítésű nyugvó hanggal és két mozgó szólammal. Ez utóbbiak egymásnak tükörképei.
7. Kettős és hármasfogások. Szext- és szextakkordmixtúrák.
8. Magyar párosító (Virág Erzsi az ágyát – Láttál-e már valaha). Első strófája fölött ostinato figurák szólnak; második strófája ellenpontozó kíséret felett hangzik; az utolsó versszakban a dallam alatt, a basszusban végigvonuló ostinato az első ostinato módosított képlete. Ugyanez énekszólammal is előadható (b/ változat).
9. Triolák
10. Háromszólamúság
11. Gyakorlat. Csaknem végig unisono, a befejezés öt ütemében szimmetrikus ellenmozgás a két szólam között.
12. Ötfokú hangsor
13. Hommage à J. S. B. Kétszólamú E-dúr tétel.
14. Hommage à R. Sch. Lépő nyolcadok és pontozott ritmusú szólam kettőse. Nem idézi Schumann stílusát!
15. Bolyongás. Quasi imitáció a súlytalan ütemrészen belépő szólammal.
16. Scherzo. Változó ütemek, szabálytalan ritmika, staccato-akkordok. A Tánc-szvit első tételének ritmikai arcéle rejtőzik e gyakorlatban.
17. Dallam meg-megszakítva. Markáns, négy szólamban harmonizált nyolcadhangokból szerkesztett motívum és súlyosveretű unisono dallam váltakozásából szőtt tétel. A harmonizált képlet az I. vonósnégyes III. tételét idézi.
18. Mulatság. Szinkópált, akkordikus elő-, köz- és utójáték jelképezi a mulatság zenekarának vonósait, a dallamot pedig valószínűleg furulya játssza.
19. Tört akkordok. Rövid elő- és utójáték között csaknem mindvégig – váltott kezekkel játszandó – egyszólámú hangzatfelbontások hallhatók, 6/8-os ütemben.
20. Két dúr pentachord. Bitonális szólamok.
21. Változatok. Ideje beavatni a kezdő zongorázót a variáció műfajának titkaiba. A téma egyszerű népdalképlet, 2/4 ütemben. Az első variáció szomszédos hangok segítségével írja körül a dallamot. A második 3/4-es ütemben, nyugodtabb tempóban, Maggiore (egynevű dúr) hangnemben dolgozza fel a témát.
22. Sípszó. Furulyakettős.
23. Négyszólamúság. Archaizáló négyszólamú tétel.
24. Oroszos. Négyszólamú tétel súrlódó szekundokkal, kitartott hangokkal, Modeszt Petrovics Muszorgszkijt idéző, súlyosléptű dallammal.
25. Kromatikus invenció (1). Az első darab szabad kánonban…
26. …a második zömében párhuzamos szólamokkal szerkesztett (Kromatikus invenció (1)).
27. Négyszólamúság
28. Hol volt, hol nem volt…
29. Rókadal. Második változatához énekszólam is járul (Nincs a papnak gatyája, csak a reverendája).
30. Zökkenők. Példa a kétszólamúság különféle módozataira.

### IV. füzet
1. Notturno
2. Alátevés. Az unisono dallam harmadik és negyedik sora a Hegedűverseny II. tételében alkalmazott melodikának felel meg.
3. Kézkeresztezés. A felső szólam előjegyzése: esz, az alsóé: fisz, gisz.
4. Népdalféle. A két szólamban felváltva megjelenő dallam 5/8 és 3/8-os ütemekben szerkesztett.
5. Szűkített ötödnyi távolság. A szűkített kvint enharmonikus megfelelője a bővített kvartnak (tritonus), amely Bartók zenei nyelvének egyik jellegzetes idiómája.
6. Felhangok. A közismert akusztikai kísérlet alkalmazása: a bal kéz nem üti le, csak a billentyűkön lenyomja a harmadhangzatot, illetve a szeptimhangzatot, amely a jobb kéz erélyes leütései nyomán hosszan tovább szól, mint kitartott harmónia a dallam alatt.
7. Moll és dúr
8. Vándorlás egyik hangnemből a másikba. Az ilyen jellegű feladvány – dallamsoronként más hangnembe modulálás – Kodály szolfézs-tanításának közkeletű anyaga volt.
9. Játék (két ötfokú hangsorral). A cím mindjárt hozzátehette volna: két hangnemben.
10. Gyermekdal
11. Dallam ködgomolyagban. Hangzatfürtök váltakoznak egyszólamú dallammal: az Éjszaka zenéjéből ismerős effektusok.
12. Birkózás. Kitartott hangok hátteréből emelkedik ki a kis hangközökben mozgó, görcsös motívum a két szólam párhuzamos oktáváiban.
13. Báli szigetén. Szekund–kvart építésű motívumok váltakozó, szimmetrikus és egyidejű megszólaltatása adja a darab egzotikus hangulatát.
14. És összecsendülnek-pendülnek a hangok. Kétféle anyagból szerkesztett, egy akkordikus és egy melodikus anyagból. Előbbi kvintek és tercek váltakozásából szövődik, utóbbi kromatikus, szűk ambitusú dallam, amely először unisono, másodszor tükörfordításban jelenik meg.
15. Intermezzo
16. Változatok egy népdal fölött. A téma: a „Szeretnék szántani” című közismert gyermekdal, unisono hangzik fel. Az első variáció szext-mixtúrákban, kánonban szerkesztett; a második ugyanilyen szerkesztésben írja körül a dallamot; a harmadik már valódi jellemvariáció lassú tempóban, imitációs szerkesztésben, a dallam kromatikus elváltoztatásával; a gyors tempójú negyedik visszatér a szext-mixtúrák gyakorlatához, de a dallamnak csak témafejét tartja meg az eredeti képletből.
17. Bolgár ritmus. 7/8-os ütemű ostinato felett szól a dallam.
18. Téma és fordítása. A témának olyanféle transzformációit mutatja be, mint amelyre a Hegedűverseny első és harmadik tételében találni példát.
19. Bolgár ritmus. 5/8-os ütemben pergő kromatikus mozgással szélesebb, nagyobb hangközökben lépdelő dallam kerül szembe.
20. Nóta. Indulószerű bevezetés feszes léptű basszustémája az elő- és utójáték ahhoz a kötött dallamossághoz, amely előbb unisono, majd ellenpontozó szólamokban hangzik fel.
21. Bourrée. A zeneirodalom legmagyarosabb bourréeja.
22. Triokák 9/8-ban
23. 3/4-es tánc. Menüett.
24. Kvintakkordok azaz: hármashangzatok.
25. Kétszólamú tanulmány

### V. füzet
1. Akkordok egyszerre és egymás ellen
2. Staccato és legato. Két tanulmány a kezek egymástól független játékának elsajátítására.
3. Staccato
4. Csónakázás. „A két szólam más-más hangnem vizein evez.”
5. Változó ütem. Javarészt homofon akkordok markáns arcélű tematikája, amely a kódában szinkópás lüktetéssé oldódik.
6. Új-magyar népdal. „Erdő, erdő, de magos a teteje” kezdetű, új stílusú – kupolás építésű – népdal énekszólammal és variált kísérettel.
7. Dobbantós tánc variációs feldolgozásban
8. Váltakozó tercek
9. Falusi tréfa
10. Kvartok és kvart-akkordok tanulmánya
11. Nagy másodhangközök egyszerre és törve. A bartóki dallamalkotás jellegzetes példája.
12. Szinkópák
13. Gyakorlatok kettősfogásban. Három tanulmány.
14. Perpetuum mobile. A végtelenségig ismételhető, szekundok és tercek váltakozásából szőtt, nehéz technikai gyakorlat.
15. Hangsorok egészhangokból
16. Unisono. Kérdés-felelet váltakozása.
17. Dudamuzsika. A Falusi tréfa rokona.
18. Paprikajancsi. Mintha Claude Debussy Gyermekkuckójából került volna elő.

### VI. füzet
1. Szabad változatok. Nagy- és kisszekundok egyszerre és egymás után.
2. Tükröződés. A középen kitartott hangok körül a két szélső szólam mozgása egymás tükörképe.
3. Mese a kis légyről a bitonalitás jegyében
4. Tört hangzatok váltakozva
5. Kis másod- és nagy hetedhangközök. A bartóki „éjszakazenék” műfajához tartozik.
6. Kromatikus invenció. Két kontrapunktikus darab.
7. Ostinato. Allegro Barbaro típusú darab.
8. Induló. Lényegében ez is ostinato technikára épült.
9. Hat tánc bolgár ritmusban (1)
10. Hat tánc bolgár ritmusban (2)
11. Hat tánc bolgár ritmusban (3)
12. Hat tánc bolgár ritmusban (4)
13. Hat tánc bolgár ritmusban (5)
14. Hat tánc bolgár ritmusban (6)